# 冯绲
冯绲（？—167年），字皇卿（一作字鸿卿），巴郡宕渠（今四川渠县东北）人，东汉政治人物。

## 生平

### 年少成名
冯绲少年学习《春秋》《司马法》《大杜律》。建光元年，其父馮煥為幽州刺史，疾忌姦惡。於是被仇人偽造璽書譴責，命遼東都尉龐奮收押馮煥。馮煥當時打算自殺，年少的馮緄懷疑詔書有假，便建議馮煥上書自訟。後果然洗脫罪名，但恰逢馮煥在獄中去世，漢安帝以馮緄為郎中。

### 歷仕州郡
後歷郡中要職，举孝廉，曾任廣都長、武陽令，至广汉属国都尉。汉顺帝时冯绲为御史中丞，督徐州、扬州二州，與滕撫、趙序等將領，镇压九江范容、周生，陰陵徐凤、马勉、廣陵张婴等諸賊。但因強行迫使州郡進兵而被罰。後被司徒府徵辟，遷廷尉左監正、治書侍御史。出任隴西太守。馮緄在任上，用恩信曉諭羌人投降，羌人都停止活動各自散歸原處，因事被免職，後因羌人暴動，復任隴西太守，以疾病被徵召入朝任議郎，復任治書侍御史、尚書，出任遼東太守。後來再次入朝任京兆尹，轉任司隸校尉，所在之處都樹立了威刑。

### 平定荊南
延熹五年，湖南蛮夷起兵，長沙叛軍在之前進犯益陽，並屯聚許久，到這一年，徒眾更加強盛。而零陵的叛軍也與他們勾結，合兵共二萬餘人，攻燒城郭，殺傷長吏。而武陵蠻夷也趁機反叛，搶掠江陵一帶，荊州刺史劉度、南郡太守李肅都棄官而逃，荊南全都陷於敵手。朝廷於是拜馮緄為車騎將軍，領兵十餘萬平定荊南。馮緄的軍隊抵達長沙，叛軍聞訊後，都到營中求降。馮緄趁此機會立即率兵進擊仍然還在作亂的武陵蠻夷，共斬殺四千多人，受降十多萬人，荊州得以平定。詔書賜馮緄錢一億，馮緄堅決不受。

### 黨宦事免
監軍使者張敞秉承宦官的旨意，上奏彈劾馮緄帶兩個奴婢穿戎服隨軍出征，又常在江陵刻石紀功，請求下詔審理。尚書令黃雋認為有罪但不致糾纏。但其後長沙盜賊又起兵，攻擊桂陽、武陵二郡，馮緄因為還軍，遭免職。不久，又拜將作大匠，轉任河南尹。馮緄上書奏時任河內太守為中常侍左悺之弟。違反舊制，宦官的子弟不得在朝任職。但桓帝不採納他的意見。後改任廷尉，為被宦官誣陷的荊州刺史李隗、南陽太守成瑨，太原太守劉質等人辯白，認為他們不應該被處以重刑。又山陽太守單遷因罪下獄，馮緄考查定其死罪。單遷是單超的弟弟，於是諸宦官互相包庇，一共誣告馮緄。馮緄與司隸校尉李膺、大司農劉祐一起被罰在左校工作。應奉上疏為馮緄等人説情，馮緄得以免罪，被釋出。後又拜屯騎校尉，再任廷尉。永康元年卒於任上。

## 家庭

### 父
- 馮煥，幽州刺史。

### 兄弟
- 弟馮允，降虜校尉。

### 後代
- 子馮鸞，郎中。
- 侄馮遵，馮允子，尚書郎。

## 延伸阅读
[在维基数据编辑]
 《後漢書·卷38》，出自范晔《後漢書》